# Магей
Магей — река в Аяно-Майском районе Хабаровского края, Россия, правый приток Маймакана. Длина реки — 162 км, площадь водосборного бассейна — 2670 км².
Образуется слиянием рек Левый Магей и Правый Магей на высоте более 935 м над уровня моря в южной части хребта Джугджур, к востоку от горы Цирк. В верховьях течёт сначала в северо-восточном направлении; затем, обогнув гору Эвакан с востока, поворачивает на север. В среднем течении пересекает Кульдуми-Тунумскую горную цепь. В низовьях течёт преимущественно на северо-запад по равнинной местности, на берегах многочисленные сопки. Берега участками заболочены. Впадает в Маймакан несколькими рукавами по правому берегу на высоте 424 м над уровнем моря в 223 км от устья Маймакана. В нижнем течении ширина русла составляет 21-62 м при глубине 0,9-1,4 м, скорость течения — 1,5 м/с.

## Основные притоки
Указаны поименованные притоки длиной 20 км и более
| Название | Расстояние от устья | Длина | Положение |
| -------- | ------------------- | ----- | --------- |
| Чалбук   | 23                  | 23    | левый     |
| Гаик     | 30                  | 24    | левый     |
| Иктанда  | 107                 | 28    | правый    |
| Огоньго  | 116                 | 28    | левый     |
| Евгачан  | 120                 | 24    | правый    |

## Данные водного реестра
По данным государственного водного реестра России относится к Ленскому бассейновому округу, речной бассейн реки — Лена, речной подбассейн реки — Алдан, водохозяйственный участок реки — Мая от истока до водомерного поста села Аим.
Код объекта в государственном водном реестре — 18030600512117300027960.